# Розмовний фільм
«Розмовний фільм» («Um Filme Falado») — португальський кінофільм 2003 року, знятий режисером Мануелем де Олівейрою, з Катрін Денев і Джоном Малковичем у головних ролях.

## Сюжет
Друзі відбувають з Лісабона на круїзному кораблі, що прямує до Індійського океану. Під час одноденних зупинок у Марселі, Помпеях, Афінах, Стамбулі, та Каїрі, вони спостерігають, як професор розповідає своїй юній дочці про міфи, історію, релігію та війни. Чоловіки намагаються фліртувати з нею, але вона холодна, оскільки їде у Бомбей до свого чоловіка.

## У ролях
- Катрін Денев — Дельфіна
- Джон Малкович — Джон
- Леонор Сілвейра — Роза Марія
- Стефанія Сандреллі — роль другого плану
- Рікарду Трепа — роль другого плану
- Давид Кардозу — роль другого плану
- Ірен Папас — роль другого плану
- Жулія Буйзел — подруга Дельфіни
- Луїш Мігел Сінтра — роль другого плану
- Філіпа де Алмейда — Марія Жуана
- Іліас Логофетіс — роль другого плану

## Знімальна група
- Режисер — Мануел де Олівейра
- Сценарист — Мануел де Олівейра
- Оператор — Еммануель Машуель
- Художник — Зе Бранку
- Продюсери — Паулу Бранку, Ділой Гюлюн